# Netelia pulchra
Netelia pulchra là một loài tò vò trong họ Ichneumonidae.